# 7322 Lavrentina
7322 Lavrentina è un asteroide della fascia principale. Scoperto nel 1979, presenta un'orbita caratterizzata da un semiasse maggiore pari a 3,1978607 UA e da un'eccentricità di 0,1156064, inclinata di 16,00949° rispetto all'eclittica.